# Nástolec
Nástolec (anglicky Centerpiece, francouzsky surtout) je střední výzdoba jídelního stolu pro slavnostní stolování, původně jen vyšších vrstev společnosti. Nástolce byly zavedeny v období renesance, největší rozkvět zaznamenaly od období baroka do konce 19. století, v omezené míře se užívají dosud.

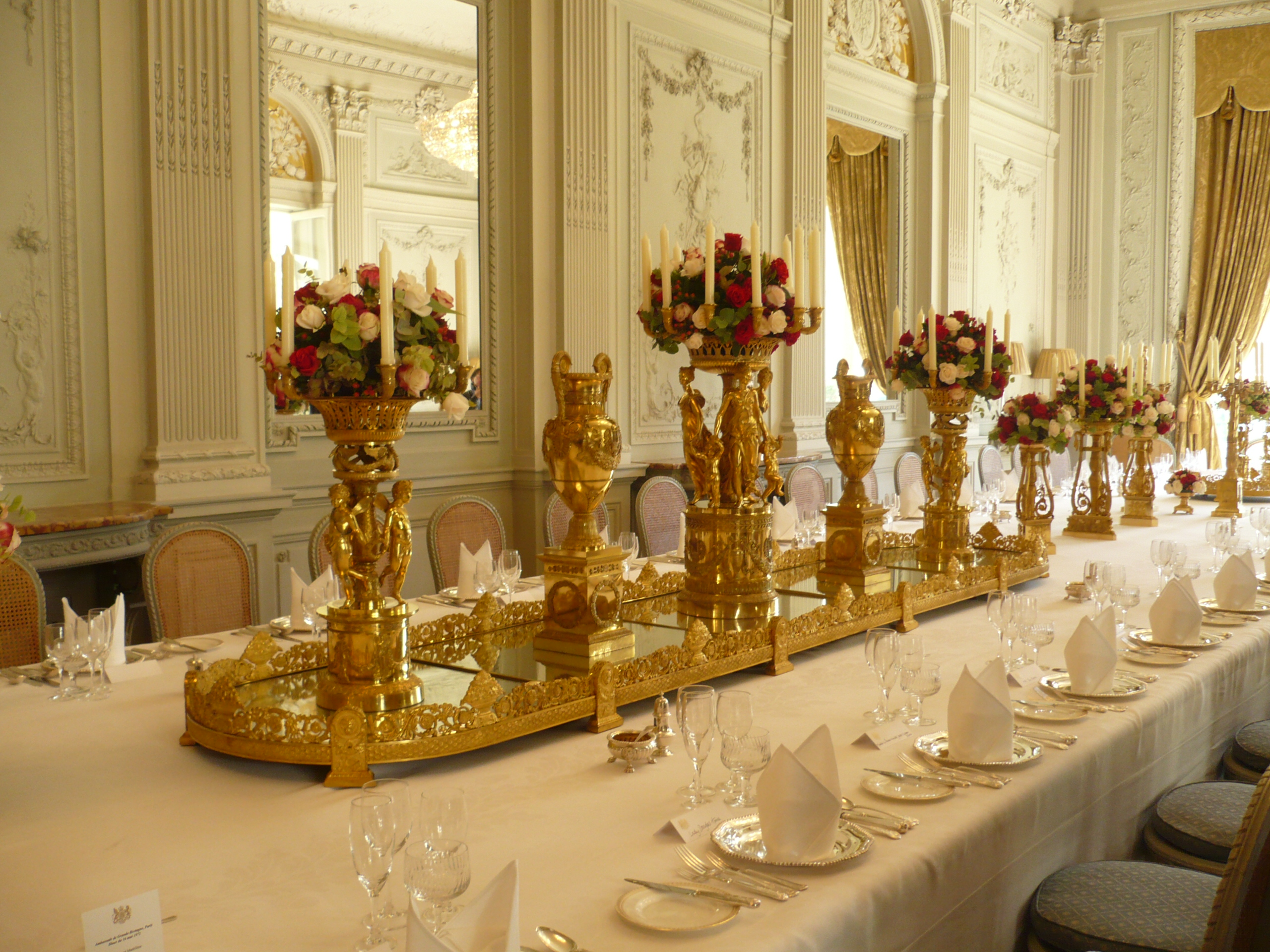
Tabule britského vyslance v Paříži

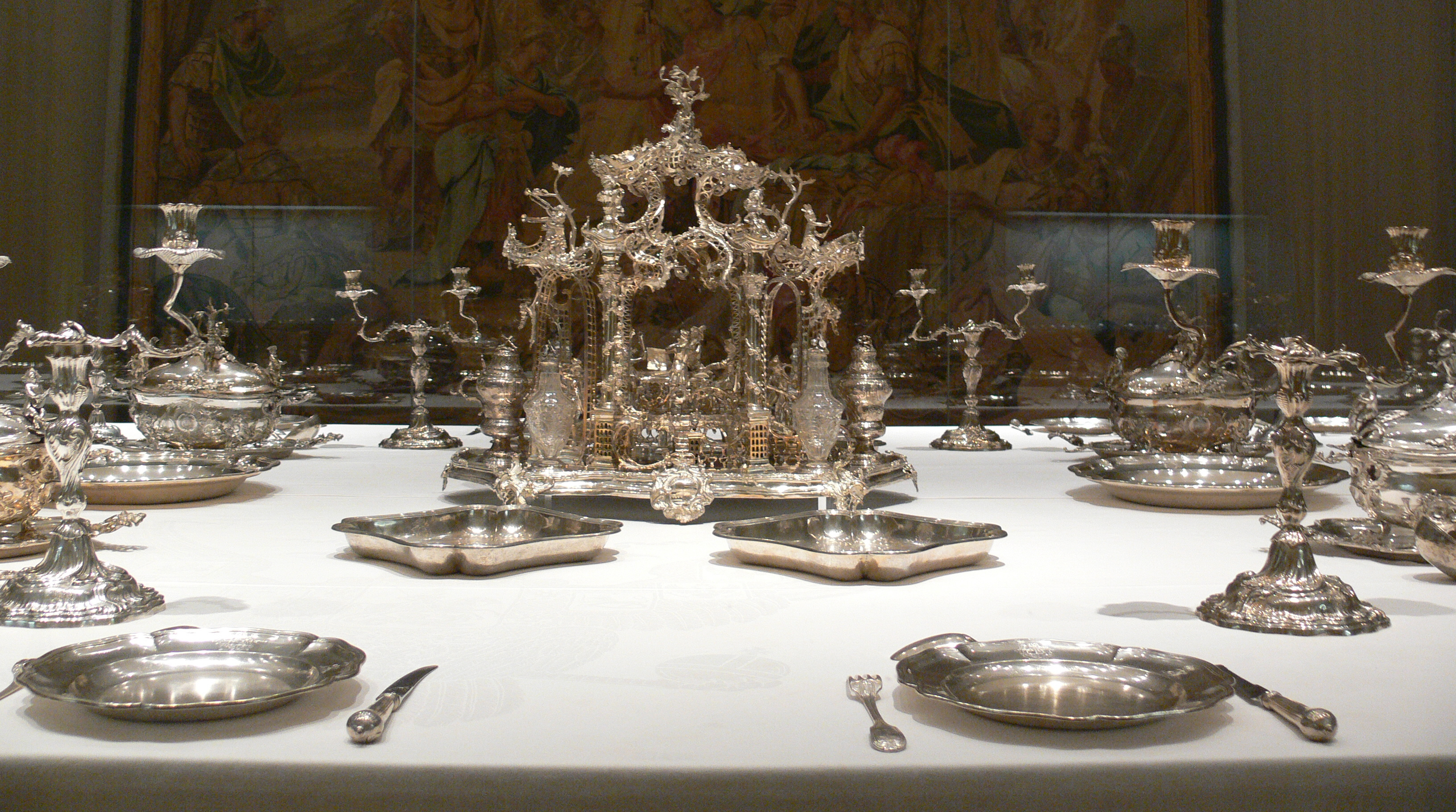
Rokokový nástolec biskupů z Hildesheimu

## Historie
Nástolec se objevil jako umocnění slavnosti nebo zpestření nudných hostin, a to v době gotiky (stolní fontána, lodi), renesance a manýrismu. Mohl v sobě skrývat překvapení, např. po doklopení poklice z paštiky vyskočil trpaslík. Často bývaly nástolce příliš velké nebo jinak nevhodné. Aby se předešlo obtížím se vzájemnou viditelností hostů kolem stolu a umožnilo se snadnější podávání jídel nebo nápojů, byly nástolce v době rokoka zhotovovány jako variabilní tematické skládačky, například život v zámeckém parku, miniaturní město, exotické zvířectvo, dopravní prostředky, v době klasicismu patřilo k nejoblíbenějším téma řeckých bohů na Olympu (nástolec francouzského krále Filipa Augusta, nebo císaře Františka Josefa I.). V Rusku byl nejčastějším nástolcem samovar.

## Účel
Pokládá se na jídelní stůl jako střední objekt, který slouží jednak k dekoračním účelům (sošky, figurální skupiny, svícny, žardiniéry, dále může nést nádobky k dochucování jídel (na olej, ocet) nebo nápojů (cukřenku, sypátko na skořici, kakao, vanilkový cukr, aj.). Může být také pouhým podnosem, na který se pokládají talíře s pokrmy, aby nezašpinily ubrus, nebo jedinou mísou, na níž se vyskládá ovoce nebo pečivo do pyramidy. V minulosti bývaly nástolcem významné dekorativní nádoby, jako poháry z exotických materiálů, z kokosového ořechu, pštrosího vejce či ulity mořského korýše nautilu

## Příležitosti
Nástolce jsou hlavní součástí dekorace pro svatební, výroční či narozeninové oslavy. O svátcích, jako jsou Vánoce, Velikonoce nebo narozeniny, mohou mít pyramidální vrcholek v podobě vánočního stromku s hvězdou, pečeného beránka, čísla oslavovaných narozenin nebo dortu.